# Michail Iljič Romm
Michail Iljič Romm (Михаил Ильич Ромм, 24. ledna 1901 – 1. listopadu 1971) byl sovětský režisér a scenárista. Pocházel z rodiny sociálního demokrata židovského původu, bojoval v ruské občanské válce na straně bolševiků a vystudoval sochařství a architekturu. Od roku 1961 pracoval pro filmové studio Mosfilm, jehož byl pak v letech 1940 až 1943 uměleckým vedoucím. K jeho filmům patří Lenin v říjnu (1937) a Obyčejný fašismus (1965). Byl několikanásobným nositelem Stalinovy ceny i Leninova řádu a národním umělcem SSSR.